# Łupek plamisty
Łupek plamisty, hornfels plamisty – skała metamorficzna powstała w wyniku przeobrażenia łupków ilastych na kontakcie z intruzją.
Cechuje się obecnością minerałów pierwotnych: kwarcu, minerałów ilastych (głównie kaolinitu), serycytu oraz minerałów metamorficznych; te ostatnie są często niemożliwe do rozpoznania pod mikroskopem.